# Campionati del mondo di atletica leggera indoor 2014 - Salto in lungo femminile
La gara di salto in lungo si è tenuto l'8 marzo (qualificazioni) e 9 marzo (finale).

## Risultati

### Qualificazioni
in finale chi rientra tra i primi 8 o chi supera i 6.70 m.
| Pos | Atleta                    | Nationality   | #1   | #2   | #3   | Ris  | Note  |
| --- | ------------------------- | ------------- | ---- | ---- | ---- | ---- | ----- |
| 1   | Ivana Španović            | Serbia        | 6.77 |      |      | 6.77 | Q     |
| 2   | Dar'ja Klišina            | Russia        | 6.76 |      |      | 6.76 | Q, SB |
| 3   | Shara Proctor             | Gran Bretagna | 6.41 | 6.69 | –    | 6.69 | q, SB |
| 4   | Éloyse Lesueur            | Francia       | x    | 6.59 | 6.63 | 6.63 | q     |
| 5   | Teresa Dobija             | Polonia       | 6.62 | x    | –    | 6.62 | q     |
| 6   | Katarina Johnson-Thompson | Gran Bretagna | 6.55 | 6.55 | 6.60 | 6.60 | q     |
| 7   | Tori Polk                 | Stati Uniti   | 6.53 | 6.49 | –    | 6.53 | q     |
| 8   | Erica Jarder              | Svezia        | 6.35 | 6.40 | 6.50 | 6.50 | q     |
| 9   | Volha Sudarava            | Bielorussia   | 6.41 | 6.47 | 6.34 | 6.47 |       |
| 10  | Sosthene Moguenara        | Germania      | 6.44 | x    | x    | 6.44 |       |
| 11  | Anna Kornuta              | Ucraina       | 6.35 | 6.25 | x    | 6.35 |       |
| 12  | Lauma Grīva               | Lettonia      | x    | 6.29 | 6.17 | 6.29 |       |
| 13  | Tori Bowie                | Stati Uniti   | 6.05 | x    | 6.12 | 6.12 |       |

### Finale
| Pos | Atleta                    | Nazione       | #1   | #2   | #3   | #4   | #5   | #6   | Ris. | Note |
| --- | ------------------------- | ------------- | ---- | ---- | ---- | ---- | ---- | ---- | ---- | ---- |
| 1   | Éloyse Lesueur            | Francia       | 6.72 | x    | 6.74 | 6.85 | x    | 6.70 | 6.85 |      |
| 2   | Katarina Johnson-Thompson | Gran Bretagna | 6.69 | 6.81 | 6.69 | 6.54 | 6.68 | 6.62 | 6.81 | PB   |
| 3   | Ivana Španović            | Serbia        | 6.68 | 6.64 | 6.71 | 6.68 | 6.64 | 6.77 | 6.77 |      |
| 4   | Shara Proctor             | Gran Bretagna | 6.68 | 6.65 | x    | 6.66 | x    | 6.46 | 6.68 |      |
| 5   | Tori Polk                 | Stati Uniti   | 6.47 | 6.32 | 6.61 | 6.44 | 6.47 | x    | 6.61 |      |
| 6   | Teresa Dobija             | Polonia       | x    | 6.52 | 6.47 | x    | 6.40 | 6.48 | 6.52 |      |
| 7   | Dar'ja Klišina            | Russia        | 6.46 | x    | 6.38 | 6.10 | x    | 6.51 | 6.51 |      |
| 8   | Erica Jarder              | Svezia        | 6.36 | x    | x    | 6.26 | 6.08 | x    | 6.36 |      |